# Stretto di Sicilia
Lo Stretto di Sicilia è il braccio di mare del Mar di Sicilia compreso tra le Egadi, la Sicilia, la Tunisia, Pantelleria, le Pelagie e Malta. All'interno di esso sono dunque ricompresi, da ovest verso est: il Canale di Sicilia, il Canale di Pantelleria e il Canale di Malta.
Nel suo punto più stretto, tra Capo Feto, nei pressi di Mazara del Vallo, e Capo Bon, nei pressi di El Haouaria, è largo circa 145 chilometri con la massima profondità di 316 metri. Al centro del canale si trova l'isola di Pantelleria.

## Il nome
Chiamato sulle carte nautiche inglesi come Strait of Sicily, mentre in francese è conosciuto anche come "Canale di Capo Bon" o "Canale di Kélibia", con riferimento rispettivamente alla penisola e alla città tunisina che chiudono la sponda meridionale del canale, esso deve la sua attuale denominazione di Stretto di Sicilia anche in lingua italiana grazie all’accoglimento della raccomandazione rivolta all’Istituto idrografico della Marina (IIM) di Genova da parte dell’Organizzazione idrografica internazionale (OII) che ha invece sede a Montecarlo, nel Principato di Monaco. La precedente denominazione di Canale di Sicilia è invece stata impiegata per definire un altro braccio di mare all’interno dello Stretto. 
La differenza tra le nomenclature "stretto" e "canale" dipende dal tipo di masse d'acqua coinvolte. Se queste presentano caratteristiche chimico-fisiche (densità, salinità, temperatura) comparabili tra loro allora si parlerà di "canale"; se invece le caratteristiche sono dissimili si parla di "stretto".
Queste differenze sono notevoli tra il bacino mediterraneo occidentale e quello levantino: per tale ragione è corretta anche la denominazione di "Stretto di Sicilia", contrariamente all'uso comune.

### Cartografia
- Istituto Idrografico della Marina, carte nautiche n. 434 (INT 305); 435 (INT 306); 1556; 1557; 1558, Marina Militare, Genova, 2018.